# Olé (Sad Café)
Olé is het zesde muziekalbum van Sad Café. De muziek was doorsnee jaren-'80-rock waarbij vooral de stem van Paul Young bleef opvallen. Het was het laatste album van mede-oprichter Ashley Mulford; hij werd vervangen door de andere genoemde gitaristen, Hehir zou uiteindelijk als vaste gast blijven. In 2009 verscheen een compact disc-versie van het album, waarbij minimaal werd gelet op het boekwerkje, het is nauwelijks leesbaar.

## Musici
- Paul Young – zang
- Ian Wilson- gitaar, zang
- Dave Irving- slagwerk
- Vic Emerson – toetsinstrumenten

met
- Des Tong- basgitaar
- Ashley Mulford, Alan Hodge, Mike Hehir – gitaar
- Lenni Crookes – saxofoon

## Muziek
| Nr. | Titel                      | Duur |
| --- | -------------------------- | ---- |
| 1.  | Love’s enough              | 4:17 |
| 2.  | Bitter sweet               | 4:16 |
| 3.  | Number nine                | 3:39 |
| 4.  | Follow you anywhere        | 3:44 |
| 5.  | If you wanna get to heaven | 3:46 |

| Nr. | Titel             | Duur |
| --- | ----------------- | ---- |
| 1.  | Sweet gypsy woman | 3:44 |
| 2.  | Misunderstanding  | 4:07 |
| 3.  | L.A.              | 4:06 |
| 4.  | Serious shoes     | 3:44 |
| 5.  | She do for me     | 4:28 |

| Nr. | Titel    | Duur |
| --- | -------- | ---- |
| 11. | Rat race |      |

Het album verscheen twee weken in de Britse albumlijst; op 24 oktober 1981 kwam het binnen op plaats 91; de week daarna stond het op plaats 72; daarna verdween het album uit de lijst.